# El moro de La Almenara
El moro de La Almenara es una leyenda del municipio de Robledo de Chavela, basada en el hecho de que, en la cumbre del monte de La Almenara existen los restos arqueológicos de unas atalayas datadas en la Reconquista, desde las cuales los árabes encendían hogueras para avisar a Toledo de que se aproximaban las tropas cristianas. 
Toledo cayó en manos del rey Alfonso VI de León en 1085, por lo que los servicios del vigía habrían terminado, pero muchos excursionistas cuentan que, algunas tardes, cercana ya la noche, se han visto resplandores en su cumbre, que sería la hoguera que encendería al anochecer un misterioso moro fantasma, que siglos después continuaría advirtiendo de la presencia cristiana.